# Кампари, Джованни
Джованни Кампари (итал. Giovanni Campari; 10 января 1927, Реджо-нель-Эмилия, Италия — 7 октября 2016, там же) — итальянский футболист и тренер.

## Карьера
В качестве игрока выступал на позиции вратаря в низших итальянских лигах. Став тренером, Кампари долгое время трудился с юношескими и молодежной командами «Реджаны». В сезоне 1973/74 руководил основным составом клуба: вместе с ним он сохранил прописку в Серии B. Затем специалист работал с «Равенной» и малоизвестными итальянскими коллективами.
С 1990 по 1996 года Кампари являлся наставником сборной Кубы, а с 1999 по 2000 годы входил в тренерский штаб сборной Сенегала.

## Достижения
- Серебряный призер Карибского кубка (1): 1995.
- Бронзовый призер Карибского кубка (1): 1996.